# دالان‌کن‌ها
دالان‌کن‌ها (نام علمی: Geositta) نام یک سرده از خانواده مرغان تنورساز است.
این پرندگان برای ساختن لانه خود دالان‌هایی زیرزمینی می‌کنند.

## گونه‌ها
این سرده یازده گونه دارد:
| نگاره | نام علمی               | نام فارسی         | پراکنش                                                                      |
| ----- | ---------------------- | ----------------- | --------------------------------------------------------------------------- |
|       | Geositta peruviana     | دالان‌کن ساحلی     | پرو                                                                         |
|       | Geositta cunicularia   | دالان‌کن معمولی    | شیلی ، آرژانتین و اروگوئه ، بخش هایی از پرو و بولیوی و جنوبی‌ترین بخش برزیل. |
|       | Geositta tenuirostris  | دالان‌کن نوک‌باریک  | آرژانتین ، بولیوی ، شیلی ، اکوادور و پرو                                    |
|       | Geositta antarctica    | دالان‌کن نوک‌کوتاه  | استان سانتاک کروز و تیرا دل فوئگو                                           |
|       | Geositta isabellina    | دالان‌کن دمگاه‌کرمی | آرژانتین و شیلی                                                             |
|       | Geositta saxicolina    | دالان‌کن تیره‌بال   | پرو                                                                         |
|       | Geositta maritima      | دالان‌کن خاکستری   | شیلی و پرو                                                                  |
|       | Geositta punensis      | دالان‌کن پونا      | آرژانتین ، بولیوی ، شیلی و پرو                                              |
|       | Geositta rufipennis    | دالان‌کن نوارحنایی | آرژانتین ، بولیوی ، شیلی و پرو.                                             |
|       | Geositta poeciloptera  | دالان‌کن کامپو     | برزیل و شمال بولیوی                                                         |
|       | Geositta crassirostris | دالان‌کن نوک‌کلفت   | پرو                                                                         |